# Józef Rynkowski
Józef Rynkowski (ur. 12 marca 1901 w Łodzi, zm. 27 sierpnia 1980) – polski nauczyciel.

## Życiorys
Rynkowski ukończył w 1922 Miejskie Seminarium Nauczycielskie w Łodzi, w którym już podczas nauki pracował jako nauczyciel. W latach 1922–1939 był nauczycielem szkół powszechnych i w szkole przy Państwowym Pedagogium. W latach 1924–1926 odbył Wyższy Kurs Nauczycielski ze specjalnością matematyczno-fizyczną, uzyskując możliwość nauczania w szkołach średnich. W latach 1935–1939 studiował na Wydziale Pedagogicznym Wolnej Wszechnicy Polskiej w Łodzi uzyskując absolutorium. Rynkowski był działaczem miejskiej Komisji Powszechnego Nauczania, przewodzonej przez Stefana Kopcińskiego. Od 1933 w łódzkim areszcie śledczym zajmował się pracą wychowawczą wśród młodocianych przestępców, dla których organizował m.in. obozy letnie oraz amatorski zespół teatralny.
Podczas II wojny światowej, 12 grudnia 1939 został aresztowany wraz z żoną, a następnie przeniesiony do obozu na Radogoszczu. Małżeństwo wysiedlono do Krosna. W marcu 1940 przenieśli się do Głowna, gdzie mieszkał jego brat. Tam Rynkowski organizował w latach 1940–1945 tajne nauczanie na poziomie szkoły średniej o profilu przyrodniczym. Jego szkołę ukończyło około 100 uczniów. W 1943 uzyskał dyplom magistra na tajnych kursach Wolnej Wszechnicy w Warszawie. W 1944 uczestniczył w potajemnych spotkaniach działających na rzecz utworzenia uniwersytetu w Łodzi. Teodor Vieveger zlecił mu działania na rzecz pozyskania budynków dla nowo powstającej uczelni, które wykonał z powodzeniem, pozyskując budynki przy ul. Gabriela Narutowicza w Łodzi. Następnie Rynkowski został dyrektorem II Ogólnokształcącej Szkoły stopnia podstawowego i licealnego Robotniczego Towarzystwa Przyjaciół Dzieci w Łodzi. W 1966 przeszedł na emeryturę.
Rynkowski był członkiem ZBoWiD-u i PZPR.

### Życie prywatne
Ojcem Rynkowskiego był rzemieślnik – Antoni Rynkowski, a jego matką Bronisława z domu Modrzejewska. Rynkowski ożenił się dwukrotnie, w latach 1926–1946 związany był z Anną z domu Staniszewską (późn. Anna Rynkowska), a następnie z Anną z domu Kłopotowską (ur. 1920), z którą miał 2 dzieci: Jacka Rynkowskiego (ur. 1948), chemika związanego z Politechniką Łódzką oraz Joannę Stajnik (ur. 1955), inżynierkę włókienniczkę.
Został pochowany na cmentarzu na Mani w Łodzi.

## Odznaczenia
- Krzyż Kawalerski Orderu Odrodzenia Polski,
- Medal Komisji Edukacji Narodowej,
- Medal Zwycięstwa i Wolności[1].